# Alemão
Carlos Adriano de Jesus Soares (Nova Iguaçu, 10 april 1984 – 8 juli 2007), beter bekend onder de naam Alemão, was een Braziliaans voetballer. Alemão overleed in 2007, op 23-jarige leeftijd, aan de verwondingen die hij bij een auto-ongeluk heeft opgelopen.

## Carrière
Alemão speelde tussen 2004 en 2007 voor Coritiba, Kyoto Purple Sanga, Yokohama FC en Palmeiras.